# Литвинов-Мосальский, Фёдор Иванович
Не путать с Фёдором Ивановичем Мосальским
Князь Фёдор Иванович Мосальский-Литвинов — воевода во времена правления Ивана IV Васильевича Грозного и Фёдора Ивановича.
Из княжеского рода Мосальские. Единственный сын князя Ивана Семёновича Мосальского по прозванию Литвин. Его Н.Е. Бранденбург называет одним из родоначальников княжеской ветви Литвиновы-Мосальские, вместе с братом князем Василием Семёновичем.

## Биография
В 1581 году князь Фёдор Иванович третий воевода в Смоленске, под которым в сентябре в двух боях разбил польско-литовский отряд подошедший под город, многих взял в плен, захватил обоз и много разного вооружения, за что пожалован пол-золотым угорским.
В 1582 году четвёртый, в 1583 году третий, а в 1584 году показан пятым осадным воеводою в Смоленске.
В 1592 году был сходным воеводою Сторожевого полка войска вышедшего из Ряжска.

## Семья
- Жена - княгиня Дарья, "во иноцех Домника"[1].

Дети:
- Князь Литвинов-Мосальский Василий Фёдорович (ум. 1612) — воевода и окольничий.
- Князь Литвинов-Мосальский Андрей Фёдорович Кукорека (ум. 1664) — воевода, наместник, кравчий и окольничий.

## Критика
В "Истории родов русского дворянства" П.Н. Петрова, князь Фёдор Иванович Литвинов-Мосальский не показан, хотя упоминаются его дети.
М.Г. Спиридов, А.Б. Лобанов-Ростовский и Н.Е. Бранденбург показывают князя Фёдора Ивановича, сыном князя Ивана Семёновича по прозванию Литвин.
В поколенной росписи поданной в 1682 году в Палату родословных дел князь Фёдор Иванович Литвинов-Мосальский показан сыном князя Ивана Васильевича по прозванию "Гнус".